# Filtbryum
Filtbryum (Bryum radiculosum) är en bladmossart som beskrevs av Bridel 1817. Filtbryum ingår i släktet bryummossor, och familjen Bryaceae. Arten har ej påträffats i Sverige. Inga underarter finns listade i Catalogue of Life.